# Крюден
Крюден (нем. Krüden) — община в Германии, в земле Саксония-Анхальт.
Входит в состав района Штендаль. Подчиняется управлению Зеехаузен (Альтмарк). Население составляет 696 человек (на 31 декабря 2006 года). Занимает площадь 29,36 км².

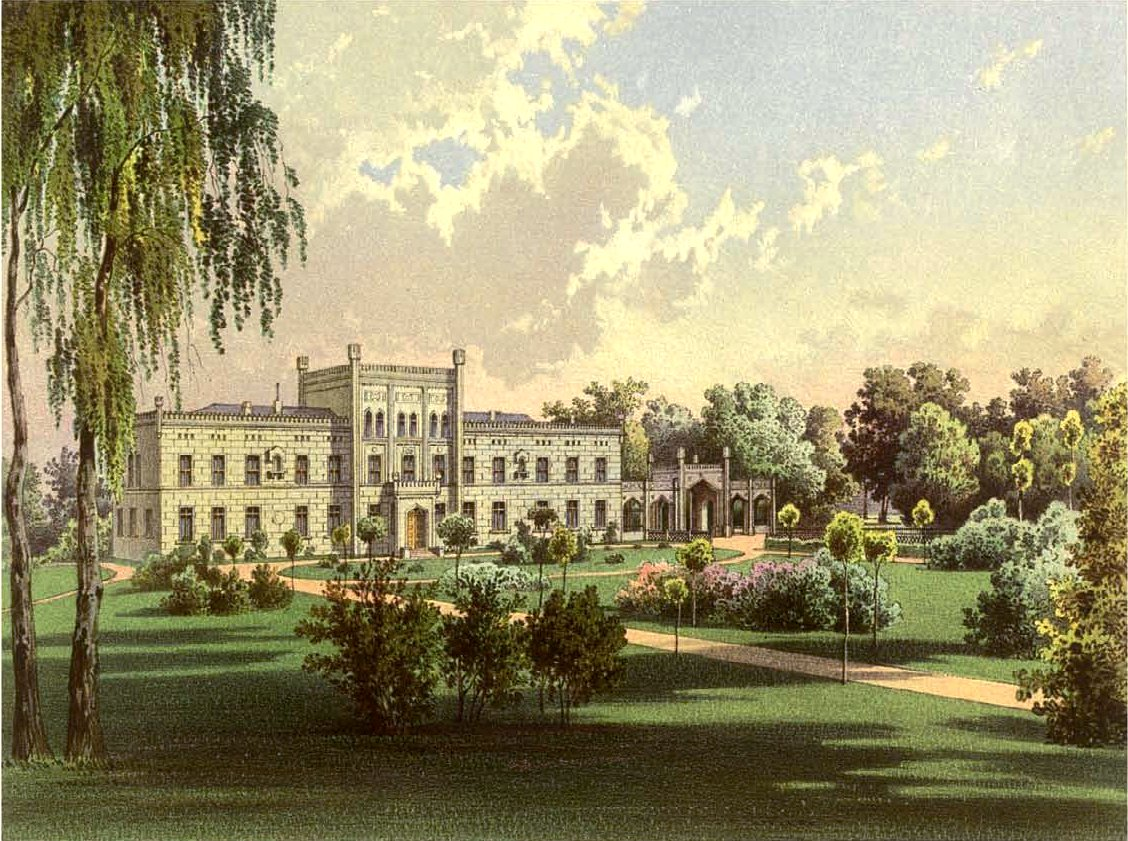
Palace Krüden, around 1860, Edition by Alexander Duncker